# Erik Thommesen
Erik Thommesen (* 15. Februar 1916 in Kopenhagen, Dänemark; † 22. August 2008) war ein dänischer expressionistischer Bildhauer, der vorwiegend mit Holz arbeitete. Er war Mitglied der Künstlervereinigung CoBrA.

## Leben und Werk
Thommesen studierte Zoologie. Als Bildhauer war er Autodidakt. Beeinflusst ist sein Werk vom Kubismus, der afrikanischen Kunst, Henri Matisse, Pablo Picasso und Aristide Maillol.
Von 1944 bis 1949 war Thommesen Mitglied der dänischen Künstlergruppe Høst, später der Gruppe CoBrA. 1951 gründete er mit Ejler Bille die Gruppe Martsudstillingen.

„Eng mit der Gruppe verbunden sind auch die Bildhauer Erik Thommesen, Jahrgang 1916 und Sonja Ferlov, Jahrgang 1911. Diese beiden arbeiten allerdings auf eine reine, vollkommene Urform hin, eine Form, die ihnen – dem einen in Holz, der anderen in Gips und Bronze – unter großem Arbeitsaufwand schließlich gelingt.“

Erik Thommesen war seit 1940 mit der Textilkünstlerin Anna Thommesen verheiratet. Die beiden hatten drei Kinder.

## Auszeichnungen
- 1965: Eckersberg-Medaille
- 1972: Thorvaldsen Medal
- 1982: Prince Eugen Medal für Bildhauerei[6]